# Tetlin Junction (Alasca)
Tetlin Junction (também Forty Mile, Tetlin Center, ou Tetling Junction) é uma comunidade não registada no Sudeste de Fairbanks no estado americano do Alasca. Sua elevação é 532 m, ao longo da margem norte do Rio Tanana. A nomeação oficial do seu nome tem sido "Tetlin Junction" desde de um Conselho sobre Nomes Geográficos em 1950. Tetlin Junction é cortada pela rodovia Alaska Highway a 17 km de Eagle. A comunidade é nomeada por sua localização na junção do Alasca e das rodovias Taylor, localizadas a 13 km a leste de Tok Junction, e a 21 km ao norte-noroeste de Tetlin, e a 18 km a leste-sudeste de Tanacross.